# Fevansia aurantiaca
Fevansia aurantiaca — вид базидіомікотових грибів, що належить до монотипового роду Fevansia з родини ризопогонових (Rhizopogonaceae).

## Поширення та середовище існування
Знайдений у ґрунті на дорослих деревах Abies lasiocarpa, Pseudotsuga menziesii та інших соснових у штаті Орегон, США.